# Lâmpada moderadora

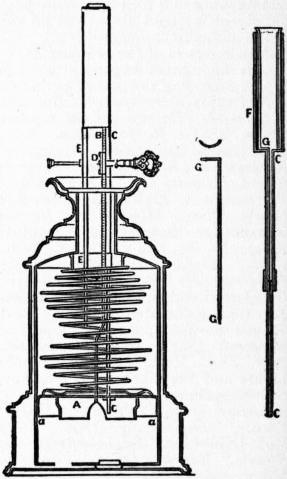
Diagrama seccional de uma lâmpada moderadora

A lâmpada moderadora é um tipo de lâmpada a óleo do século XIX. Ela substituiu a lâmpada Carcel, mais complexa, que usava uma bomba mecânica. Seu mecanismo era mais simples e exigia menos manutenção ou reparos. A lâmpada moderadora foi inventada em 1837 por Charles-Louis-Félix Franchot (1809-1881).   Assim como a lâmpada Carcel, o reservatório de óleo ficava abaixo do queimador e permitia uma iluminação de 360 graus. As primeiras lâmpadas a óleo, como a Argand, tinham um reservatório acima do queimador, o que as tornava pesadas e obscurecia parte da luz. A confiabilidade do mecanismo fez com que fossem adotados em faróis .

### Descrição
Uma lâmpada moderadora fornece um suprimento pressurizado de óleo ao pavio da lâmpada por meio de um pistão espiral com mola operando em um reservatório de óleo cilíndrico. Um mecanismo regulador, o "moderador", compensa a variação da força da mola à medida que o pistão desce. O moderador é um fio que passa por um tubo no centro do pistão. Quando a mola está próxima do topo do reservatório, o fio passa por todo o comprimento do tubo. À medida que o pistão e o tubo descem e a força da mola diminui, o fio é retirado do tubo e o fluxo de óleo encontra menos resistência. Um fluxo constante de óleo flui para cima até o pavio, com o excesso de óleo caindo de volta no reservatório acima do pistão. 
O pistão, feito de discos de couro presos entre arruelas de metal, também foi equipado com uma válvula para permitir a retirada do pistão e o enchimento do reservatório com óleo. Uma chave de enrolamento foi fornecida com uma cremalheira, para que o pistão pudesse ser levantado e a tensão colocada na mola. Estas lâmpadas eram alimentadas por óleo vegetal, como óleo de colza ou óleo de canola . Esses óleos seriam muito espessos para subir pelo pavio da lâmpada sem alguma pressão aplicada.
Uma desvantagem da lâmpada era que o mecanismo de peso tinha que ser levantado manualmente várias vezes em uma noite. Se isso não fosse feito, o pavio queimava. 
As lâmpadas moderadoras substituíram as lâmpadas Carcel, mais complexas, acionadas por um relógio, e foram amplamente utilizadas no final do século XIX, tanto para iluminação residencial quanto para faróis .